# Лейбніц (місячний кратер)
Кра́тер Ле́йбніц (лат. Leibnitz) — гігантський стародавній метеоритний кратер у південній півкулі зворотного боку Місяця. Назву присвоєно на честь німецького філософа, логіка, математика, механіка, фізика, юриста, історика, дипломата, винахідника і мовознавця Готфріда Вільгельма Лейбніца (1646—1716) й затверджено Міжнародним астрономічним союзом у 1970 році. Утворення кратера відбулося у донектарському періоді.

## Опис кратера

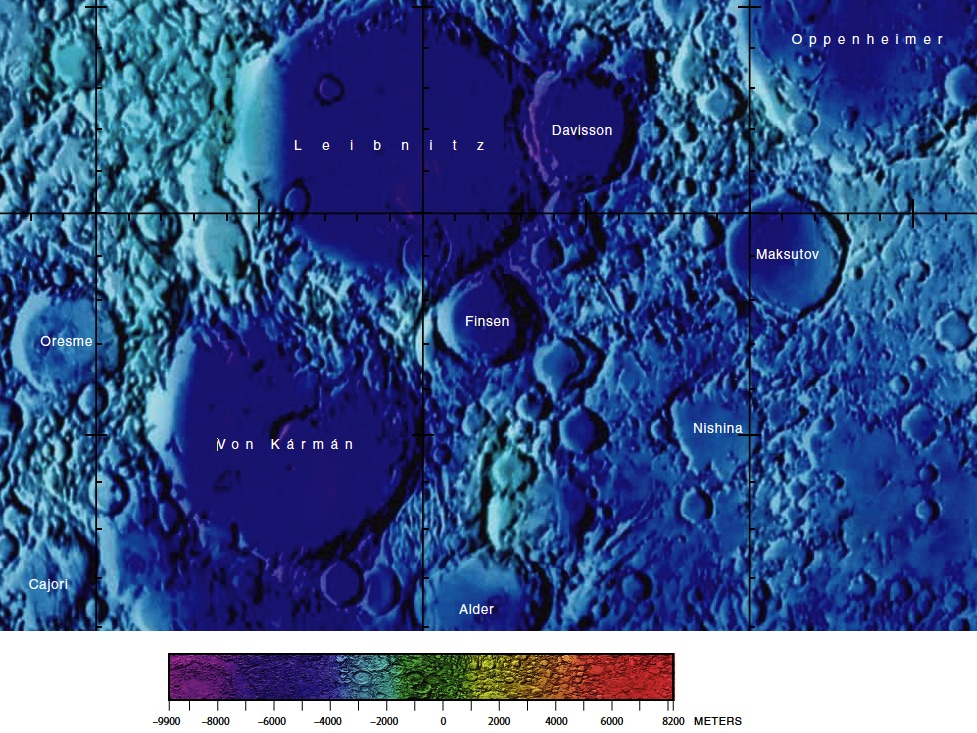
Околиці кратера Лейбніц. Фрагмент мапи зворотного боку Місяця

Найближчими сусідами кратера є кратер Обручев на заході; кратер Томсон на заході північному заході; кратер Біркеланд на північному заході; кратер Левенгук на півночі північному сході; кратер Девіссон, що перекриває східну ділянку валу кратера Лейбніц; кратер Фінсен, що перекриває південно-східну ділянку валу кратера Лейбніц; кратер Фон Карман на півдні і кратер Орем на південному заході. На захід північний захід від кратера Лейбніц знаходиться Море Мрії. Селенографічні координати центру кратера 38°14′ пд. ш. 179°21′ сх. д. / 38.24° пд. ш. 179.35° сх. д., діаметр 237 км, глибина 3,1 км.
Кратер Лейбніц має полігональну форму й зазнав значних руйнувань. Вал згладжений, у східній та південно-східній частина змінений кратерами Девіссон і Фінсен відповідно. Внутрішній схил є відносно вузьким, зберіг залишки терасоподібної структури. Висота валу над навколишньою місцевістю сягає 2120 м. Більша частина чаші кратера є рівною, затоплена темною базальтовою лавою, за виключенням пересіченої південно-східної частини покритої породами, викинутими при утворенні кратера Фінсен. Поверхня чаші відзначена світлими променями, у південно-східній частині знаходяться залишки великого кратера, у західній частині чаші розташовуються помітні сателітні кратери Лейбніц R і Лейбніц X (див. нижче).

## Сателітні кратери
| Лейбніц | Координати                                                  | Діаметр, км |
| ------- | ----------------------------------------------------------- | ----------- |
| R       | 39°34′ пд. ш. 176°20′ сх. д. / 39.57° пд. ш. 176.34° сх. д. | 20,2        |
| S       | 39°55′ пд. ш. 172°05′ сх. д. / 39.91° пд. ш. 172.09° сх. д. | 30,4        |
| X       | 36°43′ пд. ш. 177°26′ сх. д. / 36.72° пд. ш. 177.43° сх. д. | 19,7        |

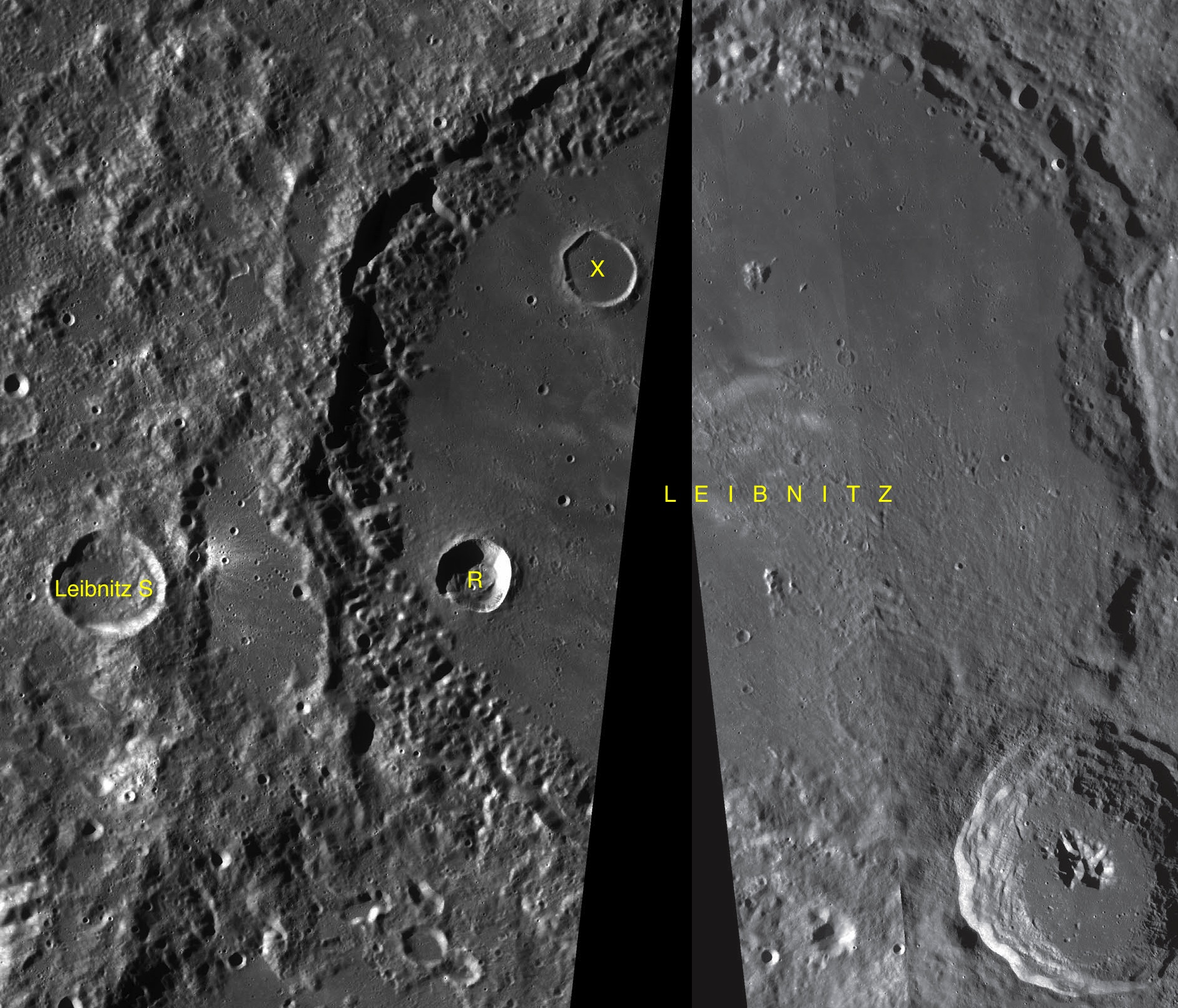
Фрагменти мап LAC-119, LAC-120.

- Утворення сателітного кратера Лейбніц S відбулось пізньоімбрійському періоді[2].